# Фридрих Вильгельм Брауншвейг-Вольфенбюттельский
Фридрих Вильгельм Брауншвейг-Вольфенбюттельский и Эльсский (прозвище Чёрный герцог; нем. Friedrich Wilhelm von Braunschweig-Wolfenbüttel; 9 октября 1771, Брауншвейг — 16 июня 1815, в битве при Катр-Бра, Валлонский Брабант, Бельгия) — князь Брауншвейг-Вольфенбюттеля и герцог Олесницкий (Эльс), а также герцог Брауншвейга и Люнебурга. Генерал прусской армии, один из наиболее известных немецких полководцев эпохи Наполеоновских войн, командир Чёрного корпуса, носивший прозвище «Чёрный герцог».

## Биография
Фридрих Вильгельм — четвёртый сын в семье герцога Карла Вильгельма Фердинанда Брауншвейгского и его супруги Августы Великобританской.
В 1789 году поступил на службу в прусскую армию, получил звание капитана полка инфантерии и с 1792 года принимал участие в военных действиях против Франции.
В 1806 году сражался в битве при Йене и Ауэрштедте, где его отец получил смертельное ранение. Отец назвал его своим преемником, поскольку три его старших брата не могли наследовать отцу по состоянию здоровья. Однако Фридрих Вильгельм не мог вступить в наследство отца, поскольку по Тильзитскому мирному договору герцогство отошло брату Наполеона Жерому в состав нового королевства Вестфалия. Поэтому он сначала оказался в Брухзале, а в феврале 1809 года уехал в Вену.
25 февраля 1809 года герцог, австрийский эрцгерцог Карл и подполковник фрайхерр Вильгельм Т. фон Штейнметцен поставили свои подписи под Венской конвенцией 1809 года между Австрией и Брауншвейгом, которая в 18 статьях устанавливала задачи, состав и униформу брауншвейгского добровольческого корпуса. Добровольческий корпус, сформированный на средства герцога для борьбы против Франции, находился под защитой Австрии, сохраняя при этом свою самостоятельность.
Из Вены герцог Фридрих Вильгельм отправился в своё силезское герцогство Эльс, чтобы начать вооружение своего Брауншвейгского герцогского корпуса. Добровольческий корпус, за чёрный цвет формы прозванный «чёрным корпусом», с боевым кличем «Победа или смерть!» прошёл через Богемию, Лейпциг, Галле, Хальберштадт, Брауншвейг, Бургдорф, Ганновер, Дельменхорст, Эльсфлет, Браке, откуда на корабле отправился в Англию.
Славу Фридриху Вильгельму принесли штурм Хальберштадта 29 июля 1809 года и битва при Эльпере под Брауншвейгом 1 августа 1809 года, когда Фридриху Вильгельму удалось одержать победу над неприятелем, превосходившим его по мощи в три раза. Брауншвейгские гусары вернулись в Брауншвейг лишь в 1814 и 1816 годах, поучаствовав в военных действиях на стороне Великобритании в составе «Немецкого легиона» во главе с будущим королём Георгом IV.
22 декабря 1813 года Фридрих Вильгельм вступил в освобождённый прусскими войсками Брауншвейг. Против возвратившегося Наполеона герцог Фридрих Вильгельм выступил вместе со сформированными британскими и прусскими войсками. 16 июня 1815 года, за два дня до битвы при Ватерлоо Фридрих Вильгельм погиб в битве при Катр-Бра в Бельгии.
Подчинённые герцога вернулись в Брауншвейг 29 января 1816 года, где перешли на регулярную военную службу и после нескольких переименований были в конечном итоге включены в 1886 году в прусскую армию как 17-й Брауншвейгский гусарский полк.
Спустя 75 лет после смерти Фридриха Вильгельма брауншвейгцы возвели ему памятник при Катр-Бра. А коллекция предметов, связанных с герцогом Фридрихом Вильгельмом, легла в основу открывшегося в 1891 году в Брауншвейге Отечественного музея, получившего впоследствии название Брауншвейгский краеведческий музей.
В честь Фридриха Вильгельма был назван полуостров Брансуик на юге Южной Америки.
В браке с принцессой Марией Елизаветой Вильгельминой Баденской у Фридриха Вильгельма родились:
- Карл Фридрих Август Вильгельм (1804—1873), герцог Брауншвейга
- Вильгельм Август Людвиг Максимилиан Фридрих (1806—1884), герцог Брауншвейга.